# 1993 LF
1993 LF är en asteroid i huvudbältet som upptäcktes den 14 juni 1993 av den amerikanske astronomen Henry E. Holt vid Palomarobservatoriet.
Asteroiden har en diameter på ungefär 10 kilometer och den tillhör asteroidgruppen Maria.